# American Honey
American Honey – amerykańsko-brytyjski dramat obyczajowy z 2016 roku w reżyserii Andrei Arnold, która była również autorką jego scenariusza. Film swoją premierę miał w konkursie głównym na 69. MFF w Cannes, gdzie zdobył Nagrodę Jury oraz Wyróżnienie Jury Ekumenicznego. W rolach głównych wystąpili Sasha Lane, Shia LaBeouf i Riley Keough.

## Streszczenie fabuły
Nastoletnia Star (Sasha Lane) mieszka w małej miejscowości z ojczymem i młodszym rodzeństwem. Pragnie wyjechać do większego miasta. Codzienne życie nastolatki wypełniają kłótnie domowe. Po kolejnej awanturze ucieka z domu. Dołącza do przypadkowo spotkanej grupy rówieśników. Tam trafia pod skrzydła Jake'a (Shia LaBeouf). Wspólnie podróżują po Ameryce, pomieszkując po motelach i szukając łatwych sposobów na zarobienie pieniędzy. Liderką grupy jest Crystal (Riley Keough), która decyduje o tym, kto może dołączyć do zespołu, a kto się nie nadaje. Ich wspólne przygody, często na granicy prawa, wkrótce przerodzą się w uczucie, które zostanie wystawione na próbę.

## Obsada
- Sasha Lane jako Star
- Shia LaBeouf jako Jake
- Riley Keough jako Krystal
- McCaul Lombardi jako Corey
- Arielle Holmes jako Poganka
- Crystal B. Ice jako Katness
- Chad McKenzie Cox jako Billy
- Garry Howell jako Austin
- Kenneth Kory Tucker jako Sean
- Raymond Coalson jako JJ
- Isaiah Stone jako Kalium
- Dakota Powers jako Runt
- Shawna Rae Moseley jako Shunta
- Christopher David Wright jako Riley